# Scopula chionaeata
Scopula chionaeata là một loài bướm đêm trong họ Geometridae.